# 出発シンコー!
『出発シンコー！』（しゅっぱつシンコー）は、弓月光による日本の少女漫画。1974年（昭和49年）に集英社の『りぼん』新年号から3月号にかけて連載され、同年12月にりぼんマスコットコミックスから単行本が刊行された。全1巻。同時収録は1973年の『りぼん』5月号に掲載された『異常ナシ』。

## あらすじ
和田久平は、転校初日に自転車に乗った芦原乙女と衝突したことがきっかけで乙女に恋をする。久平は乙女が自転車競技に強い男が好きだと知り、自転車競技でオリンピック代表になったと嘘をつく。自転車競技に強い男が好みである乙女は、その嘘を信じて久平に恋をする。そんな時に、自転車大会が開催されることになり、乙女は景品がイタリア製のタンデム車であることを知って、久平に景品のタンデム車でサイクリングしようと大会エントリーするように勧める。そして、久平は乙女に二階堂に自転車のブレーキワイヤーが切れるような妨害工作をされつつも、久平は乙女の協力で自転車大会で優勝する。

## 登場人物
以下、単行本の紹介による。
芦原乙女（あしはら おとめ）
自転車同好会の女生徒。おかしな転校生久平に興味を持つ。
和田久平（わだ きゅうへい）
持病の切れ痔に便秘が重なって絶望的な体調ながら、乙女に一目ボレし猛烈にアタックする。
二階堂（にかいどう）
自転車同好会の会長。乙女に激しく片思いしていて、テッテイ的に久平の邪魔をする。
乙女のママ
離婚した慰謝料で洋装店を営み、乙女を育てる。

## 書誌情報
- 弓月光『出発シンコー！』集英社〈りぼんマスコットコミックス〉、1974年12月10日、ISBN 4-08-853066-7